# Le Manteau
Pour les articles homonymes, voir Le Manteau (homonymie).
Le Manteau (en russe : Шинель) est une nouvelle fantastique de Nicolas Gogol publiée en 1843.

## Le titre
La traduction française habituelle du titre russe est Le Manteau. Cependant, une traduction plus exacte serait La Capote, qui était le pardessus d'hiver traditionnellement porté par les fonctionnaires et les soldats russes.[réf. nécessaire]

## Historique
Le Manteau a été publié pour la première fois dans les Œuvres complètes de Gogol, en 1843, parmi les nouvelles du recueil intitulé Les Nouvelles de Pétersbourg (comprenant aussi Le Nez, Le Portrait, Le Journal d'un fou et La Perspective Nevski). Cependant une première version du texte a été achevée dès 1840.

## Résumé
Akaki Akakievitch Bachmatchkine, un petit fonctionnaire pétersbourgeois, consacre l'essentiel de son temps à des copies d'actes, tâche qu'il accomplit avec zèle au milieu des moqueries et des vexations. Une catastrophe chamboule un jour sa vie : son manteau, usé jusqu'à la corde, doit être remplacé. Ceci donne subitement une autre dimension à l'existence d'Akaki. Il commence à économiser, kopeck après kopeck, pour se procurer le vêtement dont l'acquisition vire à l'obsession. Il est un homme heureux, le jour où il l'endosse pour la première fois. Malheureusement, en rentrant d'une fête organisée par ses collègues pour célébrer le grand événement, Akaki est agressé et son manteau volé. Pour la première fois de sa vie, le malheureux se révolte contre le sort et entame des démarches pour récupérer son cher manteau. Malheureusement, un « personnage considérable et important » auquel il demande secours s'en prend violemment à lui afin d'impressionner une connaissance qui lui rendait visite. C'est le coup de grâce pour Akaki, qui meurt de froid quelques jours plus tard. C'est alors que commencent à se produire des événements inexplicables : un spectre apparaît dans différents quartiers de Pétersbourg, effrayant les passants et leur dérobant leurs manteaux. Le fantôme, qui n'est autre que celui d'Akaki, attaque finalement le « personnage important » qui avait renvoyé si durement le petit fonctionnaire et lui vole son manteau. Un nouveau spectre apparaît dans Pétersbourg.

## Personnages
Le personnage principal est Akaki Akakiévitch, petit avec un début de calvitie. Son existence permet celle d'autres personnages : le « personnage considérable », sa logeuse, âgée de 70 ans, le tailleur Pétrovitch, qui a un penchant pour la bouteille, sont les personnages secondaires du récit. Ses collègues, ayant toujours une moquerie à l'encontre d'Akaki, le médecin, le commissaire, les policiers sont les personnages tertiaires de la nouvelle. Il y a aussi une allusion à sa mère, dont le nom est inconnu, ainsi qu'à son parrain Ivan Ivanovitch Yérochkine et à sa marraine Arina Sémionovna Biélobriouchkova.

## Critique
Cette nouvelle illustre la capacité de Gogol de raconter une histoire angoissante sur un ton à la limite du burlesque.

## Citation
« Les nouvelles de cette même époque nous le [Gogol] montrent tâtonnant dans le réalisme ; tantôt il pointe par vieille habitude dans le domaine de la fantaisie, tantôt il s'y engage à fond. Parmi ces compositions inégales, Le Manteau mérite une place à part. Plus je lis les Russes, plus j'aperçois la vérité du propos que me tenait l'un d'eux, très mêlé à l'histoire littéraire des quarante dernières années : « Nous sommes tous sortis du Manteau de Gogol ». »

— Eugène-Melchior de Vogüé, Le Roman russe, 4e édition, 1897.

## Adaptations
Voir : Le Manteau (homonymie) 
- The Bespoke Overcoat, court métrage britannique oscarisé
- Un ballet écrit par Guerman Okounev, achevé et orchestré après sa mort par Vladimir Sapojnikov.

## Éditions en français
- Nicolas Gogol (trad. Gustave Aucouturier, préf. Gustave Aucouturier), Œuvres complètes, Paris, Gallimard, coll. « Bibliothèque de la Pléiade », 1980 (1re éd. 1966), 1955 p., « Le Manteau »
- Nicolas Gogol (trad. André Markowicz, préf. Jean-Philippe Jaccard), Les Nouvelles de Pétersbourg, Arles, Actes Sud, coll. « Babel » (no 790), 2007, 411 p., poche (ISBN 978-2-7427-6536-2), « Le Manteau »